# Pendul cicloidal
Un pendul cicloidal este un punct material constrâns se se miște, fără frecare, pe un arc de cicloidă situat în plan vertical, asupra punctului material acționând doar greutatea sa proprie.

## Perioada
Oscilațiile pendulului cicloidal sunt izocrone, indiferent de amplitudinea lor, iar perioada este dată de relația:
{\displaystyle T=2\pi {\sqrt {\frac {2\,h}{g}}}}
unde: h este înălțimea cicloidei, iar g este accelerația gravitațională.
Perioada pendulului cicloidal este egală cu cea a unui pendul gravitațional de lungime l =  2 h.